# Championnats du monde de kayak-polo 2014
Navigation
Édition précédente Édition suivante
Les Championnats du monde de kayak-polo 2014 sont la onzième édition de la compétition mondiale. Organisés par la Fédération internationale de canoë, ils se sont déroulés du 24 au 28 septembre 2014 sur le plan d'eau du Traspy à Thury-Harcourt, en France. La compétition regroupe les championnats du monde masculins, féminins, et espoirs masculins et féminins. Vingt-sept nations chez les hommes et vingt chez les femmes sont engagés dans la compétition.
L'événement rassemble plus de 60 000 spectateurs sur la semaine dans une commune comptant à peine plus de 2 000 habitants. Tony Estanguet, parrain de la compétition, participe notamment à la cérémonie d'ouverture le 23 septembre.

## Tableau des médailles
| Catégorie     | Médaille d'or | Médaille d'argent | Médaille de bronze |
| ------------- | ------------- | ----------------- | ------------------ |
| Sénior Hommes | France        | Allemagne         | Espagne            |
| Sénior Femmes | Allemagne     | Grande-Bretagne   | France             |
| Espoir Hommes | France        | Danemark          | Allemagne          |
| Espoir Femmes | Allemagne     | France            | Nouvelle-Zélande   |

## Résultats

### Seniors Hommes
| Place              | Nation           | Stade de la compétition |
| ------------------ | ---------------- | ----------------------- |
| Médaille d'or      | France           | Vainqueur               |
| Médaille d'argent  | Allemagne        | Finale                  |
| Médaille de bronze | Espagne          | Demi-finale             |
| 4                  | Italie           | Demi-finale             |
| 5                  | Pays-Bas         | Deuxième tour           |
| 6                  | Suisse           | Deuxième tour           |
| 7                  | Nouvelle-Zélande | Deuxième tour           |
| 8                  | Pologne          | Deuxième tour           |
| 9                  | Belgique         | Deuxième tour           |
| 10                 | Suède            | Deuxième tour           |
| 11                 | Danemark         | Deuxième tour           |
| 12                 | Grande-Bretagne  | Deuxième tour           |

| Place | Nation         | Stade de la compétition |
| ----- | -------------- | ----------------------- |
| 13    | Australie      | Premier tour            |
| 14    | Japon          | Premier tour            |
| 15    | Chinese Taipei | Premier tour            |
| 16    | Iran           | Premier tour            |
| 17    | Hongrie        | Premier tour            |
| 18    | Portugal       | Premier tour            |
| 19    | Afrique du Sud | Premier tour            |
| 20    | Russie         | Premier tour            |
| 21    | Brésil         | Premier tour            |
| 22    | Canada         | Premier tour            |
| 23    | Singapour      | Premier tour            |
| 24    | Malaisie       | Premier tour            |

#### Premier tour
Les 24 nations participantes sont réparties en quatre groupes de six équipes. Chaque équipe rencontre une fois les cinq autres de son groupe. Les trois premières équipes de chaque groupe accèdent au deuxième tour.
| Rang | Équipe   | Pts | J | G | N | P | Bp | Bc | Diff |
| ---- | -------- | --- | - | - | - | - | -- | -- | ---- |
| 1    | Pays-Bas | 13  | 5 | 4 | 1 | 0 | 28 | 16 | +12  |
| 2    | Suisse   | 10  | 5 | 3 | 1 | 1 | 28 | 12 | +16  |
| 3    | Espagne  | 9   | 5 | 2 | 3 | 0 | 29 | 15 | +14  |
| 4    | Japon    | 7   | 5 | 2 | 1 | 2 | 30 | 24 | +6   |
| 5    | Portugal | 3   | 5 | 1 | 0 | 4 | 16 | 37 | -21  |
| 6    | Brésil   | 0   | 5 | 0 | 0 | 5 | 9  | 36 | -27  |

| Rang | Équipe          | Pts | J | G | N | P | Bp | Bc | Diff |
| ---- | --------------- | --- | - | - | - | - | -- | -- | ---- |
| 1    | Allemagne       | 15  | 5 | 5 | 0 | 0 | 37 | 7  | +30  |
| 2    | Suède           | 12  | 5 | 4 | 0 | 1 | 23 | 17 | +6   |
| 3    | Grande-Bretagne | 9   | 5 | 3 | 0 | 2 | 29 | 17 | +12  |
| 4    | Hongrie         | 3   | 5 | 1 | 0 | 4 | 12 | 23 | -11  |
| 5    | Iran            | 3   | 5 | 1 | 0 | 4 | 17 | 34 | -17  |
| 6    | Canada          | 3   | 5 | 1 | 0 | 4 | 17 | 37 | -20  |

| Rang | Équipe         | Pts | J | G | N | P | Bp | Bc | Diff |
| ---- | -------------- | --- | - | - | - | - | -- | -- | ---- |
| 1    | France         | 15  | 5 | 5 | 0 | 0 | 45 | 9  | +36  |
| 2    | Pologne        | 12  | 5 | 4 | 0 | 1 | 32 | 18 | +14  |
| 3    | Danemark       | 9   | 5 | 3 | 0 | 2 | 31 | 16 | +15  |
| 4    | Chinese Taipei | 6   | 5 | 2 | 0 | 3 | 24 | 27 | -3   |
| 5    | Afrique du Sud | 3   | 5 | 1 | 0 | 4 | 10 | 44 | -34  |
| 6    | Singapour      | 0   | 5 | 0 | 0 | 5 | 8  | 36 | -28  |

| Rang | Équipe           | Pts | J | G | N | P | Bp | Bc | Diff |
| ---- | ---------------- | --- | - | - | - | - | -- | -- | ---- |
| 1    | Belgique         | 12  | 5 | 4 | 0 | 1 | 36 | 14 | +22  |
| 2    | Nouvelle-Zélande | 10  | 5 | 3 | 1 | 1 | 37 | 14 | +23  |
| 3    | Italie           | 10  | 5 | 3 | 1 | 1 | 29 | 15 | +14  |
| 4    | Australie        | 9   | 5 | 3 | 0 | 2 | 40 | 9  | +31  |
| 5    | Russie           | 3   | 5 | 1 | 0 | 4 | 11 | 32 | -21  |
| 6    | Malaisie         | 0   | 5 | 0 | 0 | 5 | 14 | 83 | -69  |

#### Deuxième tour
Les douze équipes ayant passé le premier tour constituent deux nouveaux groupes de six. Les deux premiers de chaque groupe se qualifient pour les demi-finales, dans lesquelles l'équipe classée première du groupe O rencontre l'équipe classée seconde du groupe P, et inversement. 
| Rang | Équipe   | Pts | J | G | N | P | Bp | Bc | Diff |
| ---- | -------- | --- | - | - | - | - | -- | -- | ---- |
| 1    | Italie   | 15  | 5 | 5 | 0 | 0 | 29 | 11 | +18  |
| 2    | Espagne  | 12  | 5 | 4 | 0 | 1 | 20 | 16 | +4   |
| 3    | Pays-Bas | 9   | 5 | 3 | 0 | 2 | 16 | 19 | -3   |
| 4    | Pologne  | 3   | 5 | 1 | 0 | 4 | 11 | 15 | -4   |
| 5    | Belgique | 3   | 5 | 1 | 0 | 4 | 16 | 21 | -5   |
| 6    | Suède    | 3   | 5 | 1 | 0 | 4 | 14 | 24 | -10  |

| Rang | Équipe           | Pts | J | G | N | P | Bp | Bc | Diff |
| ---- | ---------------- | --- | - | - | - | - | -- | -- | ---- |
| 1    | France           | 15  | 5 | 5 | 0 | 0 | 29 | 5  | +24  |
| 2    | Allemagne        | 12  | 5 | 4 | 0 | 1 | 24 | 8  | +16  |
| 3    | Suisse           | 9   | 5 | 3 | 0 | 2 | 16 | 20 | -4   |
| 4    | Nouvelle-Zélande | 6   | 5 | 2 | 0 | 3 | 17 | 20 | -3   |
| 5    | Grande-Bretagne  | 3   | 5 | 1 | 0 | 4 | 12 | 29 | -17  |
| 6    | Danemark         | 0   | 5 | 0 | 0 | 5 | 8  | 24 | -16  |

#### Phase finale

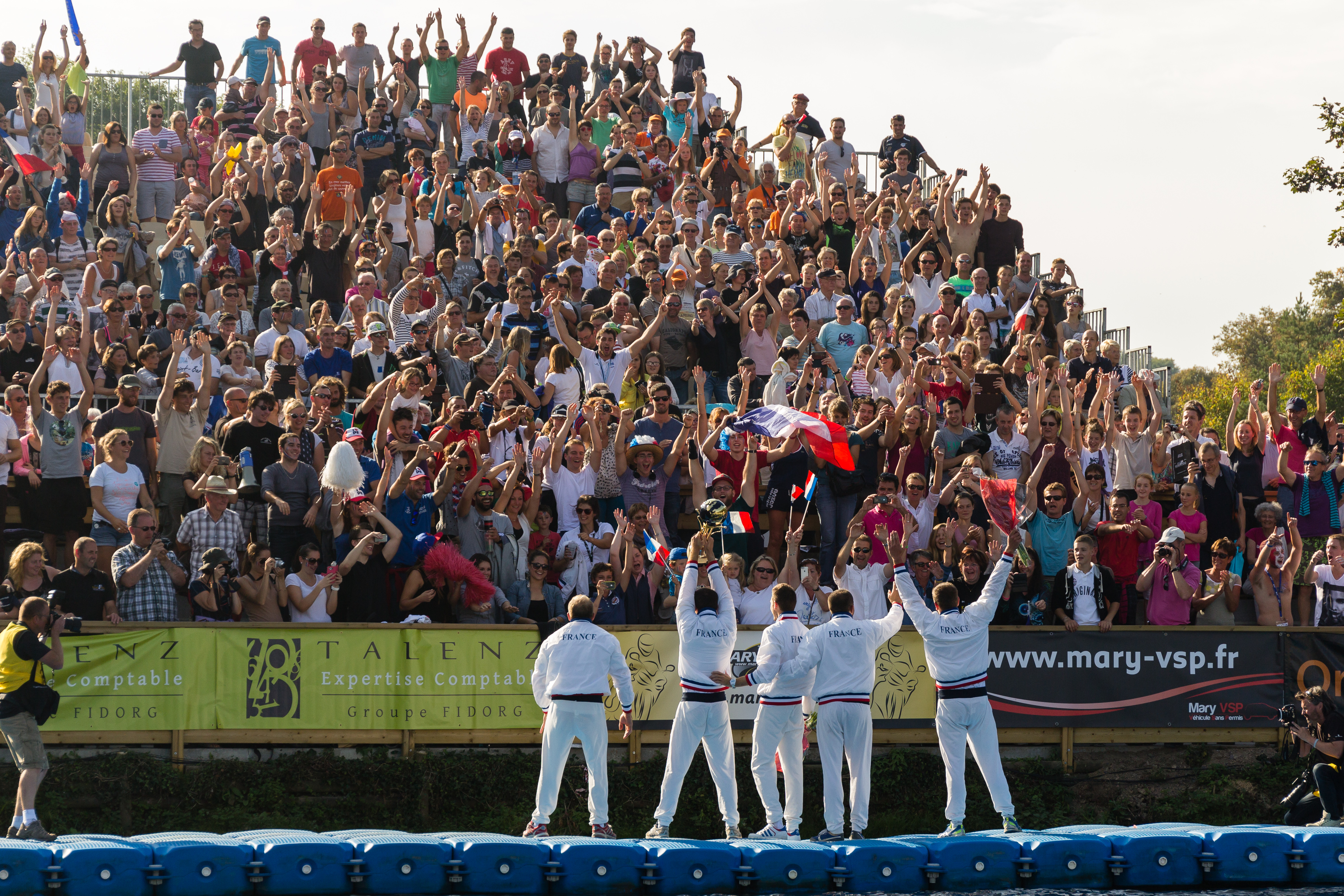
L'équipe de France fête son nouveau titre de champion du monde avec ses supporters.

Les demi-finales, qui se jouent le matin de la dernière journée de la compétition, voient la France et l'Allemagne se qualifier aux dépens de l'Italie et l'Espagne.

À l'issue d'une finale très disputée, l'équipe de France portée par son public remporte son troisième titre de champion du monde, rejoignant ainsi l'Australie et les Pays-Bas au rang des équipes les plus titrées dans cette catégorie. L'Allemagne, qui compte parmi les nations majeures de la discipline, plusieurs fois titrée dans les catégories féminine et espoirs, ne parvient toujours pas à décrocher sa première médaille d'or chez les seniors hommes. L'Espagne remporte quant à elle sa toute première médaille dans cette catégorie.
|  | Demi-finales             | Demi-finales             |                        |   | Finale                 | Finale                 |
|  | Demi-finales             | Demi-finales             |                        |   | Finale                 | Finale                 |
|  |                          |                          |                        |   |                        |                        |
|  | 28 septembre 2014, 10h20 | 28 septembre 2014, 10h20 |                        |   | 28 septembre 2014, 15h | 28 septembre 2014, 15h |
|  | 28 septembre 2014, 10h20 | 28 septembre 2014, 10h20 |                        |   | 28 septembre 2014, 15h | 28 septembre 2014, 15h |
|  | Italie                   | 3                        |                        |   | 28 septembre 2014, 15h | 28 septembre 2014, 15h |
|  | Italie                   | 3                        |                        |   | 28 septembre 2014, 15h | 28 septembre 2014, 15h |
|  | Allemagne                | 5                        |                        |   | 28 septembre 2014, 15h | 28 septembre 2014, 15h |
|  | Allemagne                | 5                        | Allemagne              | 2 |                        |                        |
|  | 28 septembre 2014, 10h20 |                          | Allemagne              | 2 |                        |                        |
|  |                          | France                   | 3                      |   |                        |                        |
|  | France                   | France                   | 3                      | 2 |                        |                        |
|  | France                   |                          |                        | 2 |                        |                        |
|  | Espagne                  | 1                        |                        |   |                        |                        |
|  | Espagne                  | 1                        | Match pour la 3e place |   |                        |                        |
|  |                          |                          |                        |   |                        |                        |
|  | 28 septembre 2014, 13h40 |                          |                        |   |                        |                        |
|  |                          |                          |                        |   |                        |                        |
|  | Italie                   | 3                        |                        |   |                        |                        |
|  | Italie                   | 3                        |                        |   |                        |                        |
|  | Espagne                  | 4                        |                        |   |                        |                        |
|  | Espagne                  | 4                        |                        |   |                        |                        |

### Seniors Femmes
| Place              | Nation           | Stade de la compétition |
| ------------------ | ---------------- | ----------------------- |
| Médaille d'or      | Allemagne        | Vainqueur               |
| Médaille d'argent  | Grande-Bretagne  | Finale                  |
| Médaille de bronze | France           | Demi-finale             |
| 4                  | Nouvelle-Zélande | Demi-finale             |
| 5                  | Suisse           | Deuxième tour           |
| 6                  | Pays-Bas         | Deuxième tour           |
| 7                  | Italie           | Deuxième tour           |
| 8                  | Iran             | Deuxième tour           |
| 9                  | Pologne          | Premier tour            |
| 10                 | Espagne          | Premier tour            |

| Place | Nation         | Stade de la compétition |
| ----- | -------------- | ----------------------- |
| 11    | Canada         | Premier tour            |
| 12    | Danemark       | Premier tour            |
| 13    | Russie         | Premier tour            |
| 14    | Singapour      | Premier tour            |
| 15    | Japon          | Premier tour            |
| 16    | Irlande        | Premier tour            |
| 17    | Suède          | Premier tour            |
| 18    | États-Unis     | Premier tour            |
| 19    | Afrique du Sud | Premier tour            |
| 20    | Namibie        | Premier tour            |

#### Premier tour
Les vingt nations participant à l'épreuve féminine sont réparties en quatre poules de cinq équipes. Chaque équipe se rencontre une fois. Les deux premières de chaque groupe accèdent au tour suivant.
| Rang | Équipe         | Pts | J | G | N | P | Bp | Bc | Diff |
| ---- | -------------- | --- | - | - | - | - | -- | -- | ---- |
| 1    | Allemagne      | 12  | 4 | 4 | 0 | 0 | 44 | 4  | +40  |
| 2    | Suisse         | 9   | 4 | 3 | 0 | 1 | 17 | 11 | +6   |
| 3    | Singapour      | 6   | 4 | 2 | 0 | 2 | 13 | 13 | 0    |
| 4    | Russie         | 3   | 4 | 1 | 0 | 3 | 15 | 28 | -13  |
| 5    | Afrique du Sud | 0   | 4 | 0 | 0 | 4 | 3  | 36 | -33  |

| Rang | Équipe          | Pts | J | G | N | P | Bp | Bc | Diff |
| ---- | --------------- | --- | - | - | - | - | -- | -- | ---- |
| 1    | Grande-Bretagne | 12  | 4 | 4 | 0 | 0 | 45 | 5  | +40  |
| 2    | Iran            | 9   | 4 | 3 | 0 | 1 | 21 | 16 | +5   |
| 3    | Espagne         | 6   | 4 | 2 | 0 | 2 | 11 | 16 | -5   |
| 4    | Japon           | 3   | 4 | 1 | 0 | 3 | 11 | 25 | -14  |
| 5    | Suède           | 0   | 4 | 0 | 0 | 4 | 10 | 36 | -26  |

| Rang | Équipe           | Pts | J | G | N | P | Bp | Bc | Diff |
| ---- | ---------------- | --- | - | - | - | - | -- | -- | ---- |
| 1    | Nouvelle-Zélande | 12  | 4 | 4 | 0 | 0 | 32 | 9  | +23  |
| 2    | Italie           | 9   | 4 | 3 | 0 | 1 | 21 | 8  | +13  |
| 3    | Pologne          | 4   | 4 | 1 | 1 | 2 | 18 | 18 | 0    |
| 4    | Danemark         | 4   | 4 | 1 | 1 | 2 | 15 | 16 | -1   |
| 5    | États-Unis       | 0   | 4 | 0 | 0 | 4 | 10 | 45 | -35  |

| Rang | Équipe   | Pts | J | G | N | P | Bp | Bc | Diff |
| ---- | -------- | --- | - | - | - | - | -- | -- | ---- |
| 1    | France   | 12  | 4 | 4 | 0 | 0 | 53 | 8  | +45  |
| 2    | Pays-Bas | 9   | 4 | 3 | 0 | 1 | 42 | 8  | +34  |
| 3    | Canada   | 6   | 4 | 2 | 0 | 2 | 40 | 15 | +25  |
| 4    | Irlande  | 3   | 4 | 1 | 0 | 3 | 14 | 58 | -44  |
| 5    | Namibie  | 0   | 4 | 0 | 0 | 4 | 2  | 62 | -60  |

#### Deuxième tour
Les équipes qualifiées forment deux nouvelles poules de quatre. Comme pour l'épreuve masculine, les deux premières équipes de chaque groupe se qualifient pour les demi-finales.
| Rang | Équipe    | Pts | J | G | N | P | Bp | Bc | Diff |
| ---- | --------- | --- | - | - | - | - | -- | -- | ---- |
| 1    | Allemagne | 9   | 3 | 3 | 0 | 0 | 18 | 4  | +14  |
| 2    | France    | 6   | 3 | 2 | 0 | 1 | 14 | 6  | +8   |
| 3    | Italie    | 3   | 3 | 1 | 0 | 2 | 5  | 12 | -7   |
| 4    | Iran      | 0   | 3 | 3 | 0 | 3 | 5  | 20 | -15  |

| Rang | Équipe            | Pts | J | G | N | P | Bp | Bc | Diff |
| ---- | ----------------- | --- | - | - | - | - | -- | -- | ---- |
| 1    | Grande-Bretagne   | 9   | 3 | 3 | 0 | 0 | 12 | 6  | +6   |
| 2    | Nouvelle-Zélande* | 4   | 3 | 1 | 1 | 1 | 12 | 12 | 0    |
| 3    | Pays-Bas          | 4   | 3 | 1 | 1 | 1 | 12 | 12 | 0    |
| 4    | Suisse            | 0   | 3 | 0 | 0 | 3 | 5  | 11 | -6   |

* À l'issue de ce deuxième tour, la Nouvelle-Zélande et les Pays-Bas sont à égalité parfaite au classement. La première confrontation entre les deux équipes s'étant terminée sur un match nul (6-6), un match supplémentaire est alors organisé pour les départager, conformément aux modalités prévues par le règlement de l'ICF. La Nouvelle-Zélande remporte ce match par 4 buts à 2 et se qualifie pour les demi-finales.

#### Phase finale
|  | Demi-finales             | Demi-finales            |                        |   | Finale                 | Finale                 |
|  | Demi-finales             | Demi-finales            |                        |   | Finale                 | Finale                 |
|  |                          |                         |                        |   |                        |                        |
|  | 28 septembre 2014, 9h40  | 28 septembre 2014, 9h40 |                        |   | 28 septembre 2014, 13h | 28 septembre 2014, 13h |
|  | 28 septembre 2014, 9h40  | 28 septembre 2014, 9h40 |                        |   | 28 septembre 2014, 13h | 28 septembre 2014, 13h |
|  | Allemagne                | 3                       |                        |   | 28 septembre 2014, 13h | 28 septembre 2014, 13h |
|  | Allemagne                | 3                       |                        |   | 28 septembre 2014, 13h | 28 septembre 2014, 13h |
|  | Nouvelle-Zélande         | 2                       |                        |   | 28 septembre 2014, 13h | 28 septembre 2014, 13h |
|  | Nouvelle-Zélande         | 2                       | Allemagne              | 5 |                        |                        |
|  | 28 septembre 2014, 9h40  |                         | Allemagne              | 5 |                        |                        |
|  |                          | Grande-Bretagne         | 1                      |   |                        |                        |
|  | Grande-Bretagne          | Grande-Bretagne         | 1                      | 5 |                        |                        |
|  | Grande-Bretagne          |                         |                        | 5 |                        |                        |
|  | France                   | 4                       |                        |   |                        |                        |
|  | France                   | 4                       | Match pour la 3e place |   |                        |                        |
|  |                          |                         |                        |   |                        |                        |
|  | 28 septembre 2014, 14h20 |                         |                        |   |                        |                        |
|  |                          |                         |                        |   |                        |                        |
|  | Nouvelle-Zélande         | 3                       |                        |   |                        |                        |
|  | Nouvelle-Zélande         | 3                       |                        |   |                        |                        |
|  | France                   | 6                       |                        |   |                        |                        |
|  | France                   | 6                       |                        |   |                        |                        |

### Espoirs Hommes
| Place              | Nation           | Stade de la compétition |
| ------------------ | ---------------- | ----------------------- |
| Médaille d'or      | France           | Vainqueur               |
| Médaille d'argent  | Danemark         | Finale                  |
| Médaille de bronze | Allemagne        | Demi-finale             |
| 4                  | Nouvelle-Zélande | Demi-finale             |
| 5                  | Espagne          | Deuxième tour           |
| 6                  | Pays-Bas         | Deuxième tour           |
| 7                  | Grande-Bretagne  | Deuxième tour           |
| 8                  | Pologne          | Deuxième tour           |

| Place | Nation         | Stade de la compétition |
| ----- | -------------- | ----------------------- |
| 9     | Russie         | Premier tour            |
| 10    | Italie         | Premier tour            |
| 11    | Iran           | Premier tour            |
| 12    | Hongrie        | Premier tour            |
| 13    | Japon          | Premier tour            |
| 14    | Afrique du Sud | Premier tour            |
| 15    | Namibie        | Premier tour            |
| 16    | Canada         | Premier tour            |

#### Premier tour
Les 16 nations participantes sont réparties en quatre poules de quatre équipes chacune. Chaque équipe de la poule s'affronte une fois. Les équipes classées premières et deuxièmes se qualifient pour le deuxième tour.
| Rang | Équipe         | Pts | J | G | N | P | Bp | Bc | Diff |
| ---- | -------------- | --- | - | - | - | - | -- | -- | ---- |
| 1    | France         | 7   | 3 | 2 | 1 | 0 | 18 | 5  | +13  |
| 2    | Pologne        | 5   | 3 | 1 | 2 | 0 | 15 | 11 | +4   |
| 3    | Italie         | 4   | 3 | 1 | 1 | 1 | 10 | 10 | 0    |
| 4    | Afrique du Sud | 0   | 3 | 0 | 0 | 0 | 7  | 24 | -17  |

| Rang | Équipe          | Pts | J | G | N | P | Bp | Bc | Diff |
| ---- | --------------- | --- | - | - | - | - | -- | -- | ---- |
| 1    | Grande-Bretagne | 6   | 3 | 2 | 0 | 1 | 20 | 6  | +14  |
| 2    | Pays-Bas        | 6   | 3 | 2 | 0 | 1 | 14 | 11 | +3   |
| 3    | Russie          | 6   | 3 | 2 | 0 | 1 | 10 | 8  | +2   |
| 4    | Japon           | 0   | 3 | 0 | 0 | 3 | 3  | 22 | -19  |

| Rang | Équipe    | Pts | J | G | N | P | Bp | Bc | Diff |
| ---- | --------- | --- | - | - | - | - | -- | -- | ---- |
| 1    | Allemagne | 9   | 3 | 3 | 0 | 0 | 27 | 2  | +25  |
| 2    | Danemark  | 6   | 3 | 2 | 0 | 1 | 25 | 9  | +16  |
| 3    | Iran      | 3   | 3 | 1 | 0 | 2 | 18 | 22 | -4   |
| 4    | Canada    | 0   | 3 | 0 | 0 | 3 | 6  | 43 | -37  |

| Rang | Équipe           | Pts | J | G | N | P | Bp | Bc | Diff |
| ---- | ---------------- | --- | - | - | - | - | -- | -- | ---- |
| 1    | Espagne          | 9   | 3 | 3 | 0 | 0 | 14 | 1  | +13  |
| 2    | Nouvelle-Zélande | 6   | 3 | 2 | 0 | 1 | 19 | 8  | +11  |
| 3    | Hongrie          | 3   | 3 | 1 | 0 | 2 | 7  | 9  | -2   |
| 4    | Namibie          | 0   | 3 | 0 | 0 | 3 | 2  | 24 | -22  |

#### Deuxième tour
Le système est le même que pour la catégorie Senior Femmes, avec deux poules de quatre équipes chacune. Les deux premières équipes de chaque poule accèdent aux demi-finales.
| Rang | Équipe   | Pts | J | G | N | P | Bp | Bc | Diff |
| ---- | -------- | --- | - | - | - | - | -- | -- | ---- |
| 1    | France   | 6   | 3 | 2 | 0 | 1 | 12 | 9  | +3   |
| 2    | Danemark | 5   | 3 | 1 | 2 | 0 | 13 | 8  | +5   |
| 3    | Espagne  | 4   | 3 | 1 | 1 | 1 | 10 | 12 | -2   |
| 4    | Pays-Bas | 1   | 3 | 0 | 1 | 2 | 7  | 13 | -6   |

| Rang | Équipe           | Pts | J | G | N | P | Bp | Bc | Diff |
| ---- | ---------------- | --- | - | - | - | - | -- | -- | ---- |
| 1    | Allemagne        | 7   | 3 | 2 | 1 | 0 | 23 | 13 | +10  |
| 2    | Nouvelle-Zélande | 6   | 3 | 2 | 0 | 1 | 18 | 13 | +5   |
| 3    | Grande-Bretagne  | 3   | 3 | 1 | 0 | 2 | 14 | 21 | -7   |
| 4    | Pologne          | 1   | 3 | 0 | 1 | 2 | 9  | 17 | -8   |

#### Phase finale
|  | Demi-finales             | Demi-finales             |                        |   | Finale                   | Finale                   |
|  | Demi-finales             | Demi-finales             |                        |   | Finale                   | Finale                   |
|  |                          |                          |                        |   |                          |                          |
|  | 27 septembre 2014, 11h10 | 27 septembre 2014, 11h10 |                        |   | 27 septembre 2014, 17h05 | 27 septembre 2014, 17h05 |
|  | 27 septembre 2014, 11h10 | 27 septembre 2014, 11h10 |                        |   | 27 septembre 2014, 17h05 | 27 septembre 2014, 17h05 |
|  | France                   | 6                        |                        |   | 27 septembre 2014, 17h05 | 27 septembre 2014, 17h05 |
|  | France                   | 6                        |                        |   | 27 septembre 2014, 17h05 | 27 septembre 2014, 17h05 |
|  | Nouvelle-Zélande         | 3                        |                        |   | 27 septembre 2014, 17h05 | 27 septembre 2014, 17h05 |
|  | Nouvelle-Zélande         | 3                        | France                 | 4 |                          |                          |
|  | 27 septembre 2014, 11h10 |                          | France                 | 4 |                          |                          |
|  |                          | Danemark                 | 3                      |   |                          |                          |
|  | Allemagne                | Danemark                 | 3                      | 4 |                          |                          |
|  | Allemagne                |                          |                        | 4 |                          |                          |
|  | Danemark                 | 5                        |                        |   |                          |                          |
|  | Danemark                 | 5                        | Match pour la 3e place |   |                          |                          |
|  |                          |                          |                        |   |                          |                          |
|  | 27 septembre 2014, 18h25 |                          |                        |   |                          |                          |
|  |                          |                          |                        |   |                          |                          |
|  | Nouvelle-Zélande         | 1                        |                        |   |                          |                          |
|  | Nouvelle-Zélande         | 1                        |                        |   |                          |                          |
|  | Allemagne                | 3                        |                        |   |                          |                          |
|  | Allemagne                | 3                        |                        |   |                          |                          |

### Espoirs Femmes
| Classement général |                  |                         |
| \| Place \| Nation \| Stade de la compétition \| \| ------------------ \| ---------------- \| ----------------------- \| \| Médaille d'or \| Allemagne \| Vainqueur \| \| Médaille d'argent \| France \| Finale \| \| Médaille de bronze \| Nouvelle-Zélande \| Demi-finale \| \| 4 \| Grande-Bretagne \| Demi-finale \| \| 5 \| Pologne \| Premier tour \| \| 6 \| Pays-Bas \| Premier tour \| \| 7 \| Singapour \| Premier tour \| \| 8 \| Canada \| Premier tour \| |                  |                         |
| Place | Nation           | Stade de la compétition |
| Médaille d'or | Allemagne        | Vainqueur               |
| Médaille d'argent | France           | Finale                  |
| Médaille de bronze | Nouvelle-Zélande | Demi-finale             |
| 4 | Grande-Bretagne  | Demi-finale             |
| 5 | Pologne          | Premier tour            |
| 6 | Pays-Bas         | Premier tour            |
| 7 | Singapour        | Premier tour            |
| 8 | Canada           | Premier tour            |

#### Premier tour
Seules huit nations participent à la compétition dans cette catégorie. Contrairement aux autres, celle-ci présente donc une seule phase de poule, avec un seul groupe pour les huit équipes. Les quatre premières équipes au classement sont directement qualifiées pour les demi-finales.
| Rang | Équipe           | Pts | J | G | N | P | Bp | Bc | Diff |
| ---- | ---------------- | --- | - | - | - | - | -- | -- | ---- |
| 1    | France           | 21  | 7 | 7 | 0 | 0 | 60 | 11 | +49  |
| 2    | Allemagne        | 16  | 7 | 5 | 1 | 1 | 61 | 17 | +44  |
| 3    | Grande-Bretagne  | 16  | 7 | 5 | 1 | 1 | 40 | 17 | +23  |
| 4    | Nouvelle-Zélande | 12  | 7 | 4 | 0 | 3 | 40 | 28 | +12  |
| 5    | Pologne          | 9   | 7 | 3 | 0 | 4 | 54 | 36 | +18  |
| 6    | Pays-Bas         | 4   | 7 | 1 | 1 | 5 | 16 | 48 | -32  |
| 7    | Singapour        | 4   | 7 | 1 | 1 | 5 | 18 | 51 | -33  |
| 8    | Canada           | 0   | 7 | 0 | 0 | 7 | 11 | 92 | -81  |

#### Phase finale
|  | Demi-finales             | Demi-finales             |                        |   | Finale                   | Finale                   |
|  | Demi-finales             | Demi-finales             |                        |   | Finale                   | Finale                   |
|  |                          |                          |                        |   |                          |                          |
|  | 27 septembre 2014, 10h35 | 27 septembre 2014, 10h35 |                        |   | 27 septembre 2014, 17h45 | 27 septembre 2014, 17h45 |
|  | 27 septembre 2014, 10h35 | 27 septembre 2014, 10h35 |                        |   | 27 septembre 2014, 17h45 | 27 septembre 2014, 17h45 |
|  | France                   | 4                        |                        |   | 27 septembre 2014, 17h45 | 27 septembre 2014, 17h45 |
|  | France                   | 4                        |                        |   | 27 septembre 2014, 17h45 | 27 septembre 2014, 17h45 |
|  | Nouvelle-Zélande         | 2                        |                        |   | 27 septembre 2014, 17h45 | 27 septembre 2014, 17h45 |
|  | Nouvelle-Zélande         | 2                        | France                 | 3 |                          |                          |
|  | 27 septembre 2014, 10h35 |                          | France                 | 3 |                          |                          |
|  |                          | Allemagne                | 5                      |   |                          |                          |
|  | Allemagne                | Allemagne                | 5                      | 7 |                          |                          |
|  | Allemagne                |                          |                        | 7 |                          |                          |
|  | Grande-Bretagne          | 3                        |                        |   |                          |                          |
|  | Grande-Bretagne          | 3                        | Match pour la 3e place |   |                          |                          |
|  |                          |                          |                        |   |                          |                          |
|  | 27 septembre 2014, 16h25 |                          |                        |   |                          |                          |
|  |                          |                          |                        |   |                          |                          |
|  | Nouvelle-Zélande         | 7                        |                        |   |                          |                          |
|  | Nouvelle-Zélande         | 7                        |                        |   |                          |                          |
|  | Grande-Bretagne          | 5                        |                        |   |                          |                          |
|  | Grande-Bretagne          | 5                        |                        |   |                          |                          |